# Albert Benjamin Prescott

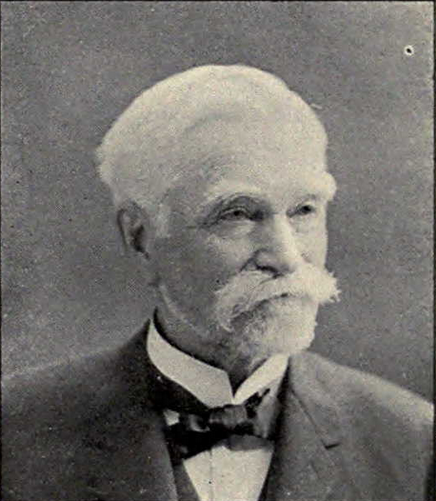
Albert Benjamin Prescott (ca. 1902)

Albert Benjamin Prescott (* 12. Dezember 1832 in Hastings, New York; † 25. Februar 1905) war ein US-amerikanischer Chemiker.

## Leben
Prescott studierte Medizin an der University of Michigan mit dem Abschluss (M. D.) 1864. Im selben Jahr meldete er sich freiwillig als Militärchirurg im Sezessionskrieg. 1865 wurde er Assistant Professor für Chemie an der University of Michigan, 1870 Dekan der Schule für Pharmazie und 1884 Direktor des Chemischen Labors, was er bis zu seinem Tod blieb. 
Er veröffentlichte Bücher über Analytische Chemie und die Chemie alkoholischer Getränke.
1886 war er Präsident der American Chemical Society, 1891 war er Präsident der American Association for the Advancement of Science und 1900 der American Pharmacists Association.

## Schriften
- mit S. H. Douglas: Qualitative Chemical Analysis: a guide to the practical study of chemistry and in the work of analysis, Ann Arbor 1874, 5. Auflage 1901
- Chemistry of Alcoholic Liquors. A manual of the constituents of the distilled spirits and fomented liquors of commerce, and their qualitative and quantitative determination, D. Van Nostrand, 1875
- Outlines of Proximate Organic Analysis. For the identification separation, and quantitative determination of the more commonly occurring organic compounds, D. Van Nostrand, 1875, 2. Auflage 1877
- First Book in Qualitative Chemistry, Van Nostrand 1879, 11. Auflage 1902
- Organic Analysis: a manual of the descriptive and analytical chemistry of certain carbon compounds in common use. For the qualitative and quantitative analysis of organic materials; commercial and pharmaceutical assays; the estimation of impurities under authorized standards; forensic examination for poisons; and elementary organic analysis, D. Van Nostrand, 1887, 2. Auflage 1889